# Langerenmolen
De Langerenmolen is een watermolen op de Bosbeek, gelegen aan Grotlaan 33A in Schootsheide nabij Neeroeteren.
Het is een onderslagmolen die in 1551 werd opgericht als volmolen. Vóór 1807 werd ze omgebouwd tot oliemolen. In 1860 werd een nieuw, stenen, gebouw opgericht en nu functioneerde de molen zowel als oliemolen en als korenmolen. Nog later werd ze alleen als korenmolen ingezet.
In 1971 werd de molen omgebouwd tot woonhuis. Het houten rad verviel, maar de as steekt nog uit de muur en ook een gedeelte van het binnenwerk is nog aanwezig.
De molen en haar omgeving werden in 1987 beschermd.
- Inventaris van het Bouwkundig Erfgoed (Vlaanderen): 86189